# Michael Beeson
Michael J. Beeson (* 19. August 1945 in Topeka, Kansas) ist ein US-amerikanischer Mathematiker und Informatiker, der sich mit konstruktiver Mathematik befasst.
Michael Beeson studierte Physik und Mathematik am Caltech mit dem Bachelor-Abschluss 1967 und an der Stanford University, wo er sich bei Dana Scott mathematischer Logik zuwandte und 1972 bei Harvey Friedman und Georg Kreisel promoviert wurde (Metamathematics of constructive theories of effective operations). Zu seinen akademischen Lehrern gehörten dort auch Solomon Feferman und John McCarthy. Danach lehrte er an der University of California, Santa Cruz (UCSC), war 1974 an der University of Texas at Austin und 1975/76 als Visiting Assistant Professor in Stanford. 1976 war er an der Universität Amsterdam, war Gastwissenschaftler in Bonn (wo er sich mit Minimalflächen befasste) und Berkeley und war längere Zeit an der Universität Utrecht. Ab 1981 war er Professor für Informatik an der San José State University, wobei er anfangs auch in Teilzeit an der UCSC unterrichtete. 2013 wurde er emeritiert.
Von 1985 bis 1997 entwickelte er das Programm MathXpert, eine pädagogische Mathematik-Software zum Lernen von Algebra und Analysis, die er auch vertreibt. Danach befasste er sich mit automatischen Beweissystemen (Lambda-Kalkül implementiert im Otter Beweissystem). Außerdem befasst er sich mit Minimalflächen (über die er als Student von Robert Osserman und Robert Finn hörte).
Beeson befasste sich auch seit Studentenzeiten mit indischer Musik (wozu er auch Indien besuchte) und studierte die Sitar. Er ist seit 1980 mit der niederländischen Psychologin Henny Nijland verheiratet, mit der er zwei Töchter hat.

## Schriften
- Foundations of Constructive Mathematics: metamathematical studies, Springer 1985, ISBN 0-387-12173-0
- Continuity in intuitionistic set theories, Mathematisch Instituut Amsterdam, 1977
- On the area of harmonic surfaces, Mathematisch Instituut Amsterdam, 1977
- Extensionality and choice in constructive mathematics, Mathematisch Instituut Amsterdam, 1976